# Гу (село)
Гу (ингуш. Гув) — село в Джейрахском районе Ингушетии. Входит в сельское поселение Гули. Родовое село ингушского тейпа Гувхой.

## География
Расположено на юге Республики Ингушетия, в 2 километрах на юго-восток от Гули, административного центра поселения. Ближайшие населённые пункты: Салги, Хяни, Лялах.

### Часовой пояс
Село Гу, как и вся республика Ингушетия, находится в часовой зоне МСК (московское время). Смещение применяемого времени относительно UTC составляет +3:00.

## Население
| 1926 | 2010 |
| ---- | ---- |
| 4    | ↘0   |

## Инфраструктура
Отсутствует.